# Ursus americanus cinnamomum
L'orso cinnamomo è una sottospecie di orso nero americano (Ursus americanus). La differenza più appariscente tra un orso cinnamomo ed ogni altro orso nero è che l'orso cinnamomo ha il mantello bruno o rosso-bruno, proprio come il cinnamomo, da cui deriva il nome di 'orso cinnamomo'.

## Descrizione
Gli orsi adulti pesano tra i 90 ei 270 kg circa e sono lunghi tra i 125 ei 205 cm. I maschi sono più grandi delle femmine. Gli orsi mancano della fronte elevata della sottospecie costiera.
La differenza più evidente tra un orso cinnamon e gli altri orsi neri è la sua pelliccia marrone o rossastra, che ricorda il colore della cannella.  Alla sottospecie è stata assegnata questa designazione perché la fase di colore più chiaro è più comune lì che in altre aree.

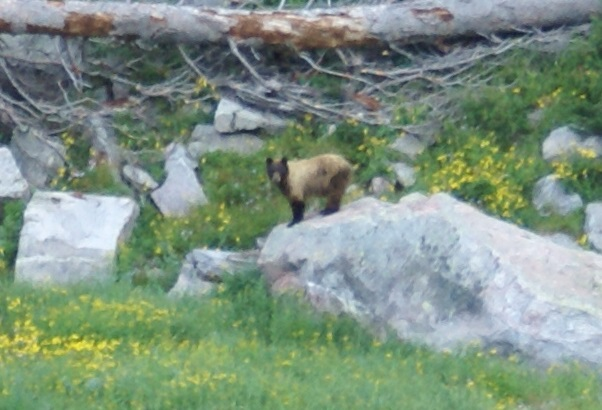
orso cinnamon

## Distribuzione

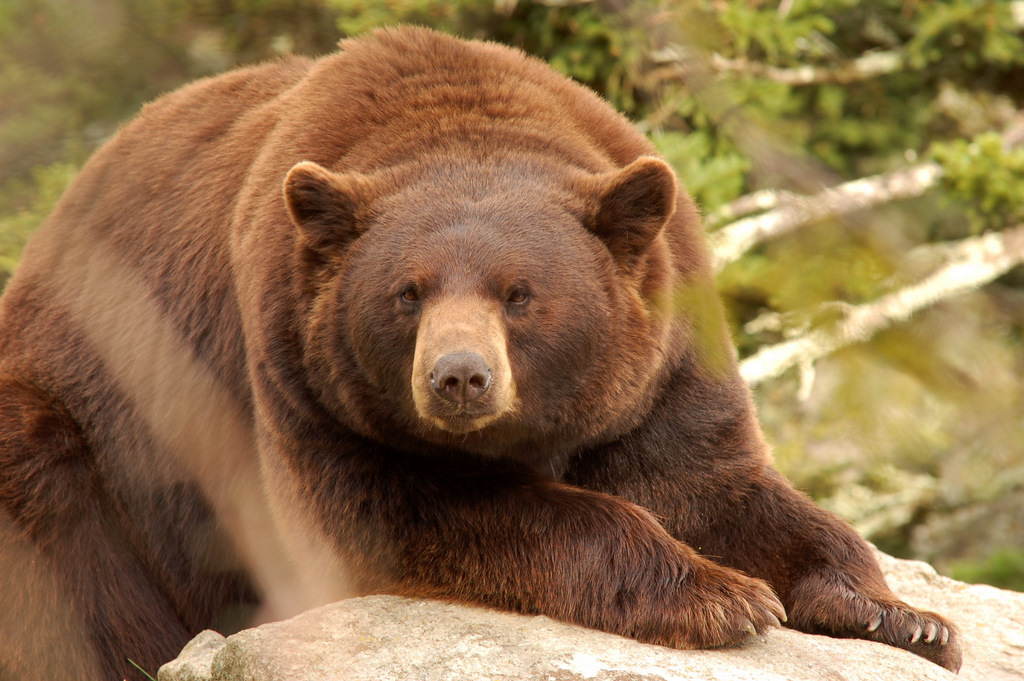

La sottospecie è divisa in molteplici popolazioni, e la sua presenza è stata riscontrata in Colorado, Nuovo Messico, Utah, Idaho, Nevada, Montana, Washington, Manitoba, Minnesota, Wisconsin, Wyoming, California, Alberta, Ontario e Columbia Britannica. Sono presenti anche in Pennsylvania, Tennessee, Quebec e New York .

## Comportamento
Gli orsi cinnamomi sono eccellenti arrampicatori, corridori, nuotatori. Sono per lo più notturni, anche se a volte possono essere attivi durante il giorno. Le varie mutazioni di colore sono spesso mescolate nella stessa famiglia; capita spesso di vedere una femmina di colore nero con cuccioli marroni o rosso-marroni, una femmina di colore marrone con cuccioli neri o rosso-marroni, o una femmina di uno qualsiasi dei tre colori con un cucciolo nero, un cucciolo marrone e un cucciolo rosso-marrone.